# Морське шило
Іглиця прямоноса, або морське шило (Nerophis ophidion) — вид солонуватоводних морських іглиць.

## Опис

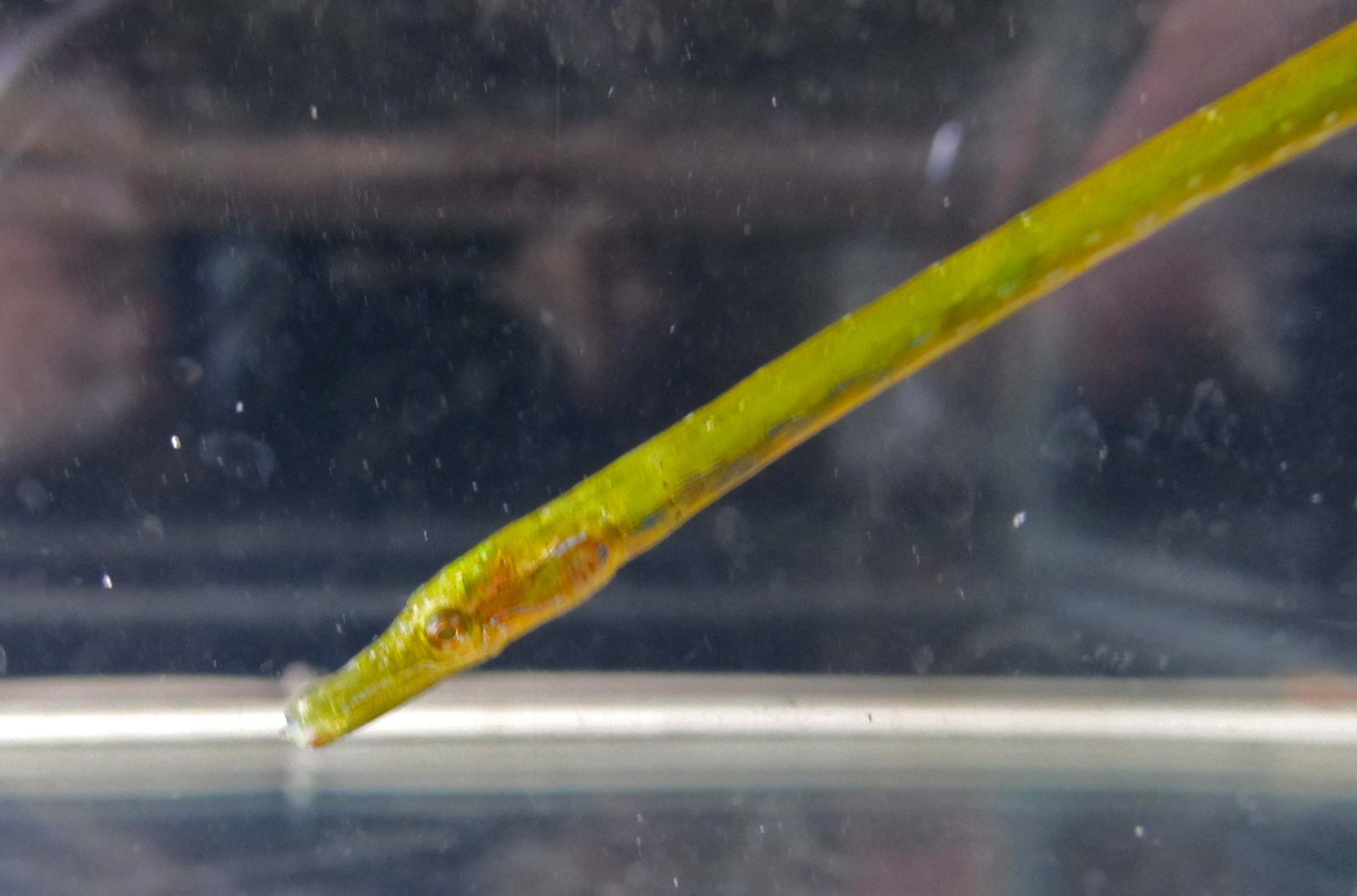
Голова морського шила з Григорівського лиману, Україна

Тіло тонке, видовжене, округле. У дорослих риб відсутні грудні, анальний і хвостовий плавці. У молоді розміром до 10 см грудні плавці присутні. Виводкова камера відкрита, розташована на череві й на хвості, яйця прикріплюються безпосередньо до черева самця. Анальний отвір знаходиться під переднім кінцем спинного плавця. Тіло довжиною до 29 см, іноді до 30 см, має жовтувато-сіре або жовтувато-зелене забарвлення із бурими цятками. Під час нересту вкривається блакитними смужками та плямами.

## Поширення
Вид поширений у північно-східній Атлантиці вздовж берегів Європи від південної Норвегії до Марокко, а також в Балтійському, Середземному і Чорному морях. Відсутній на ділянці узбережжя від Данії до Нідерландів.

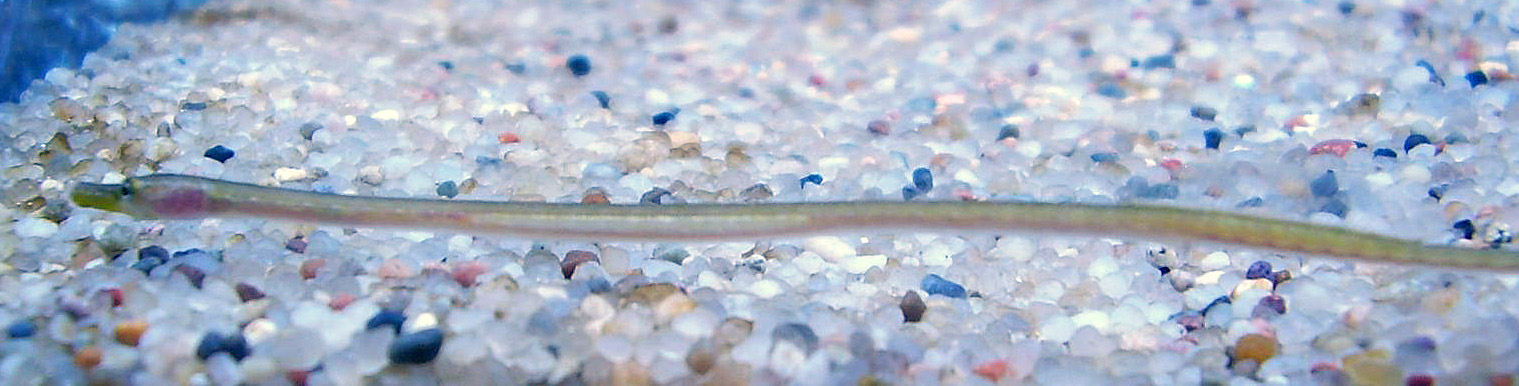
Морське шило з Гданської затоки, Польща

## Спосіб життя

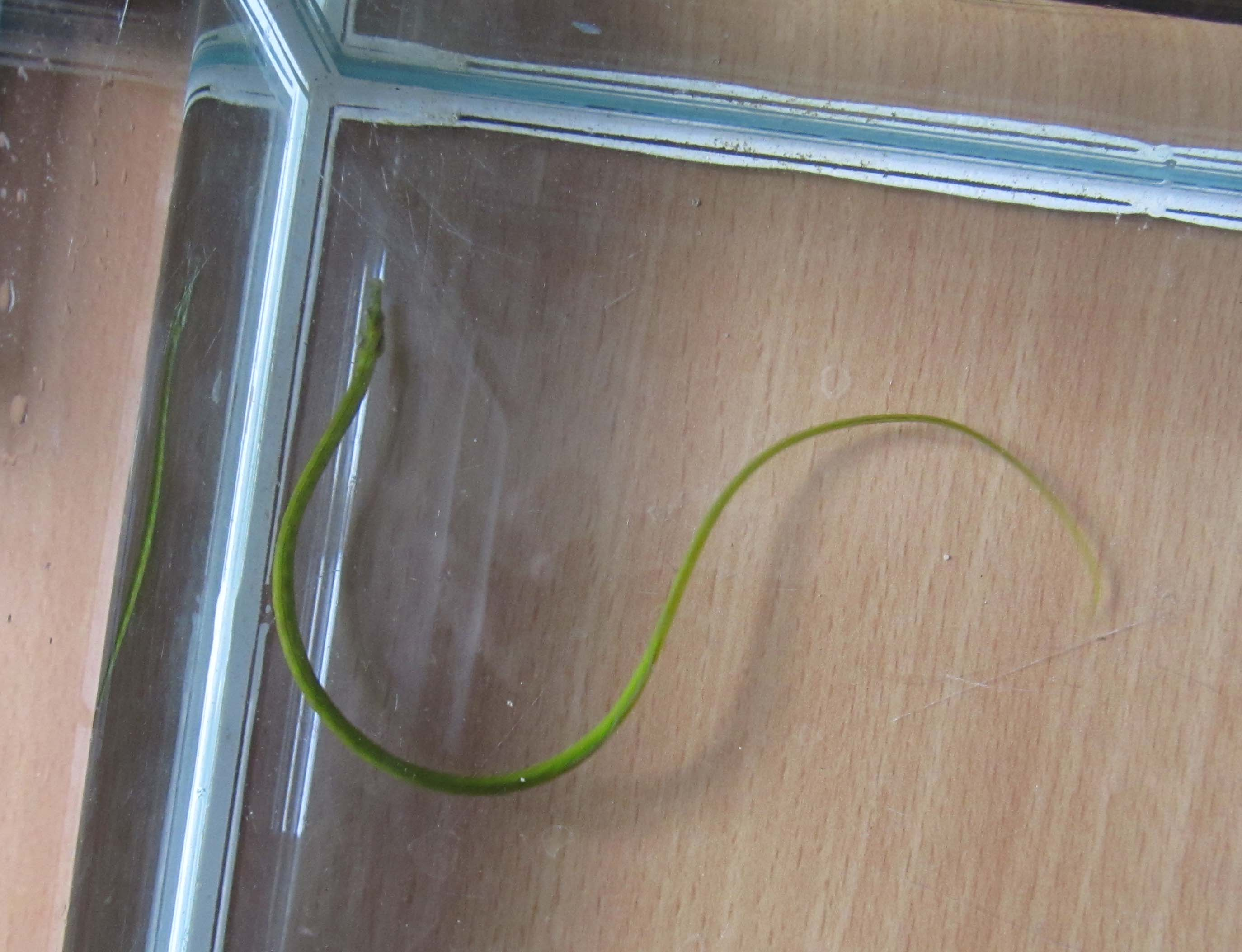
Морське шило в акваріумі

Морська, або солонуватоводна демерсальна риба, що поширена у помірних водах. Живуть на піщаних ділянках, а також в заростях водної рослинності, на глибині 2-15 м. Яйцеживородні, нерестують з травня по серпень. Живляться дрібними ракоподібними і мальками риб.

## Охорона
На більшій частині ареалу стан природних популяцій виду залишається більш-менш стабільним. Саме тому він, згідно з Червоним списком МСОП, отримав охоронний статус «відносно благополучний вид». Але в окремих регіонах спостерігається тенденція до зниження чисельності популяції виду. Тому іглиця пряморила занесена до Червоної книги Чорного моря (охоронна категорія: вид перебуває в небезпечному стані в українському секторі Чорного моря).